# Broome Pearling Lugger Pidgin
Broome Pearling Lugger Pidgin je kreolský jazyk na bázi malajštiny, kterým se mluví v Austrálii, ve státě Západní Austrálie ve městě Broome (okres Kimberley). Jazyk vychází z malajštiny, byl ale také silně ovlivněn japonštinou, angličtinou (především aboridžinskou), austrálskými jazyky a kreolizovanou malajštinou (jazyk kupanzká malajština). Z malajštiny vychází hlavně gramatika, z angličtiny hlavně slova a z japonštiny koncovky. Nelze přesně určit, zda se jedná o kreolský jazyk, smíšený jazyk nebo pidžin. Tento jazyk nemá žádné rodilé mluvčí, pro komunikaci ho používají národy, co zde mezi sebou obchodují (hlavně Japonci, obyvatelé Torresovy úžiny, Kupangané, Malajci, Číňané (Hakka) a Filipíňané, dále v menší míře také Korejci a Austrálci.). Některá slova s tohoto jazyka používají někteří míšenci Austrálců a Asiatů ve svém slangu.

## Ukázka Broome Pearling Lugger Pidgin
Níže je uvedeno věta v Broome Pearling Lugger Pidgin, pro srovnání angličtina, malajština a japonština (s přepisem) a dále český překlad.
- Broome Pearling Lugger Pidgin: Chirikurokkaa hokurok kaa peke kriki.
- Anglicky: We will enter the creek at three or four o'clock.
- Japonsky: 私たちは三時または四時に小川に入ります。
- Japonsky (v českém přepisu): Watašitači wa san dži matawa ši ogawa ni hairnasu.
- Malajsky: Kami akan memasuki sungai pada pukul tiga atau empat.
- Česky: Vstoupíme do potoka ve tři nebo čtyři hodiny.